# Топорищево (Курганская область)
Топорищево — деревня в Шадринском районе Курганской области России. Входит в состав Тарасовского сельсовета.

## География
Деревня находится на северо-западе Курганской области, в пределах юго-западной части Западно-Сибирской равнины, в лесостепной зоне, на берегах реки Скакунки, на расстоянии примерно 30 километров (по прямой) к северо-северо-востоку (NNE) от города Шадринска, административного центра района. Абсолютная высота — 125 метров над уровнем моря.

### Климат
Климат характеризуется как резко континентальный, с холодной продолжительной малоснежной зимой и тёплым сухим летом. Средняя температура воздуха самого холодного месяца (января) составляет −18 °C (абсолютный минимум — −50 °С); самого тёплого месяца (июля) — 18 °C (абсолютный максимум — 41 °С). Безморозный период длится 192—196 дней. Годовое количество атмосферных осадков — 320—470 мм, из которых большая часть выпадает в тёплый период. Продолжительность периода с устойчивым снежным покровом равна 150—160 дням.
Часовой пояс
Деревня Топорищево, как и вся Курганская область, находится в часовой зоне МСК+2. Смещение применяемого времени относительно UTC составляет +5:00.

## История
До 1917 года в составе Ольховской волости Шадринского уезда Пермской губернии. По данным на 1926 год село Топорищевское состояло из 272 хозяйств. В административном отношении являлось центром Топорищевского сельсовета Ольховского района Шадринского округа Уральской области.

## Население
| 1989 | 2002 | 2010 |
| ---- | ---- | ---- |
| 89   | ↘53  | ↘36  |

По данным переписи 1926 года в селе проживало 800 человек (314 мужчин и 486 женщин), в том числе: русские составляли 100 % населения.

### Гендерный состав
По данным Всероссийской переписи населения 2010 года в гендерной структуре населения мужчины составляли 38,9 %, женщины — соответственно 61,1 %.

### Национальный состав
Согласно результатам Всероссийской переписи населения 2002 года, в национальной структуре населения русские составляли 98 %.